# Melanagromyza elgonensis
Melanagromyza elgonensis este o specie de muște din genul Melanagromyza, familia Agromyzidae, descrisă de Spencer în anul 1965.
Este endemică în Kenya. Conform Catalogue of Life specia Melanagromyza elgonensis nu are subspecii cunoscute.